# الیزابت سایتس
الیزابت سایتس (به انگلیسی: Elisabeth Seitz) ژیمناست زادهٔ ۴ نوامبر ۱۹۹۳ میلادی اهل کشور آلمان است.